# Dopaminreceptorer
Dopaminreceptorer är en grupp G-proteinkopplade receptorer som binder dopamin till cellytan på målcellerna, och därmed möjliggör verkningen av signalsubstansen. Dessa receptorer finns framförallt i centrala nervsystemet.
Dopaminreceptorer är verksamma i många neurologiska processer, däribland, motivation, lust, kognition, minne, inlärning och kontroll av finmotoriken samt likaså moduleringen av neuroendokrin signalering. Onormala dopaminreceptorsignaler och dopaminerga nervfunktioner förekommer i flera neuropsykiatriska störningar. Av den anledningen är dopaminreceptorerna ofta mål för läkemedel och droger: antipsykotika är ofta dopaminreceptorantagonister medan psykostimulantia vanligen är indirekta agonister för dopaminreceptorer.
Det finns flera kända typer dopaminreceptorer, vilka grovindelas i två undergrupper: dopamin D1-receptorer (D1) och dopamin D2-receptorer (D2)
- Dopamin D1-receptorer binds vid G-proteinet Gs alfasubenhet (Gs-protein) vid vilket adenylatcyklas aktiveras, varpå den intracellulära koncentrationen av cykliskt AMP ökar. Till denna grupp hör D1 och D5.
- Dopamin D2-receptorer binds vid G-proteinet Gi alfasubenhet (Gi-protein), varpå det hämmar bildningen av cykliskt AMP genom att hämma adenylatcyklasets enzym. Till denna grupp hör D3 och D4.

Hos människan finns dopaminreceptorer framförallt i centrala nervsystemet, men i olika mängd i olika delar av hjärnan – skillnaderna är också individuella, vilket är avgörande för dopaminets effekter i hjärnan i fråga. Dopaminreceptorerna finns också i lungartären och njurarna hos människor. Det finns receptorer av alla klasser i människans hjärta (epikardiet, myokardiet och endokradiet). Djurförsök har visat förekomst av receptorerna i den glatta muskulaturen. 
Vidare finns dopaminreceptorer i fettvävnad och fettceller. Där hämmar det utsöndringen och uttrycket av prolaktin (vid bindning till D2), samt stimulerar utsöndring av bl.a. adiponektin och IL-6 och hämmar utsöndring av leptin (vid bindning till D1). I fettceller finns troligen flera isoformer av dopaminreceptorer.
Det finns belägg för att dopaminreceptorerna är dysfunktionella vid en rad olika neuropsykiatriska sjukdomar: social fobi, Tourettes syndrom, Parkinsons sjukdom, schizofreni, malignt neuroleptikasyndrom, Aspergers syndrom, ADHD samt drog- och alkoholberoende.